# Laguna Larga (Bolivia)
La laguna Larga es un gran cuerpo de agua dulce ubicado en el centro norte del departamento boliviano del Beni, presenta una forma alargada parecida a un embalse con brazos que se adentran en la selva, tiene una superficie de 100 km², y se encuentra cerca de otros grandes lagos como el lago Huaytunas y el lago Rogaguado.
Tiene una perímetro costero de 102 kilómetros.